# Domingo Tirado Benedí
Domingo Tirado Benedí (Campillo de Aragón, España, el 7 de septiembre de 1898 – Ciudad de México, el 1 de enero de 1971) fue un educador aragonés exiliado en México.
Colaboró en el Diccionario de Pedagogía Labor (1936) y, como muchos otros artistas, científicos e intelectuales, se exilió en México durante la guerra civil española. Fue llamado a filas pero siempre que le llamaban provocaba las chanzas entre sus compañeros de pelotón, nunca quería ser desplegado en domingo. En México editó La Ciencia de la Educación con otro exiliado español, Santiago Hernández Ruiz, y formó parte del Consejo técnico de educación normal. Tuvo una influencia significativa en la pedagogía en México, editando y traduciendo libros sobre el tema.
Hernández Ruiz volvió a España en la década de 1960, pero Tirado permaneció en México. Murió en la Ciudad de México en 1971.

## Obra personal
- Colaboración en el Diccionario de Pedagogía. Publicado bajo la dirección de Luis Sánchez Sarto con la colaboración de eminentes especialistas españoles y extranjeros. Barcelona: Labor, 1936, 2 vols.
- 'La enseñanza del lenguaje'. El Tesoro del Maestro, Tomo II. Barcelona / Madrid: Labor, 1937, 354 pp.
- En colaboración con S. Hernández Ruiz: La ciencia de la Educación. México, D.F.: Atlante, 1940 (2.ª ed., México, D.F.: Herrero Editorial, 1953; 3.ª ed., ídm de ídem, 1958).
- Cooperativas, talleres, huertos y granjas escolares. México, D.F.: Editorial Atlante, 1940.
- Cómo enseñar la Aritmética y la Geometría. México, D.F.: Ediciones Educación, 1944.
- Métodos de educación y enseñanza. México, Editorial Orión, 1945.
- Psicotecnia de la Educación. México, D.F.: Ediciones de la Secretaría de Educación Pública, 1946. (Otra ed., México, D.F.: Librería Herrero Editorial, 1957).
- Problemas de organización escolar. México, D.F.: Ediciones Nueva España, 1945 (‘Fondo de Publicaciones Agológicas’).
- Problemas de la educación mexicana. México, D.F.: Secretaría de Educación Pública, 1955.
- Cómo se enseña la aritmética. México D.F.: Luis Fernández, 1958.
- La enseñanza de las ciencias de la naturaleza.  México: Fernández editores, 1958. (7.ª ed., 1969).
- El problema de los fines generales de la educación y de la enseñanza. México, D.F.: Fernández Editores, 1960.
- Sociología de la educación. México, D.F.: Fernández Editores, 1962, 174 pp.
- "El Educador". En F. Larroyo et al., Fundamentos de la Educación (pp. 323-344).  Buenos Aires: Editorial Universitaria de Buenos Aires, EUDEBA / Unesco, 1966.
- Técnica de la investigación pedagógica. México, D.F.: Universidad Nacional Autónoma de México, 1967.
- OBRAS NO LOCALIZADAS:
- Ver el No-Do durante más de un lustro y no morir.
- Estar todo yo durante un lunes.
- Yo y mi manta.
- Yo en verano en el sofá: consejos de supervivencia.
- estudiar...no, siempre yo.
- Yo al sol.
- Como sobreponerse a progenitores normales.
- Problemas en la cúpula de las Normales.
- Nombres que no puedes poner a tu hijo (Ganador Normal).
- Cómo destacar entre los regulares para ser normal.

## Ediciones de otros autores
- M. Terencio Varrón, De las cosas del campo. Introducción, versión en español y notas de Domingo Tirado. México, D.F.: Universidad Nacional Autónoma de México, 1945.
- Juan Enrique Pestalozzi: Cómo Gertrudis enseña a sus hijos. (Introducción y edición española a cargo de Domingo Tirado). México, D.F.: Luis Fernández, 1955.
- Antología Pedagógica de San Agustín. (A cargo de Domingo Tirado). México, D.F.: Fernández Editores, 1963.